# جامعة العلوم الإسلامية الماليزية
جامعة العلوم الإسلامية الماليزية (USIM) هي جامعة عامة في ماليزيا مع الحرم الجامعي الرئيسي في نيلايْ، نكري سمبيلن. كانت تعرف سابقا باسم كلية يونيفرسيتي إسلام ماليزيا (كويم) الذي أنشئ في عام 1998، بها تسع كليات مع 32 من برامج البكالوريوس في الاقتصاد، القانون، الشريعة، اللغة، الدعوة، إدارة، القرآن والسنة، الفقه، الإرشاد، الاتصالات، الطب والعلوم وتكنولوجيا المعلومات وطب الأسنان والمحاسبة.

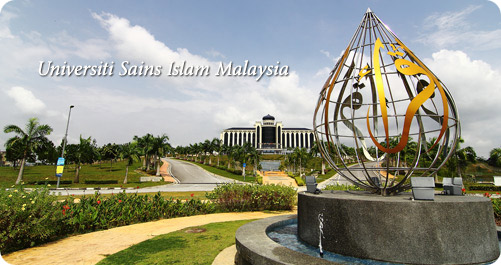
حرم USIM ، بندر بارو نيلاي ، نيجري سيمبيلان

## قطاعات التعليم

### كليات
- كلية الدراسات القرآنية والسنة
- كلية العلوم والتكنولوجيا
- كلية الطب والعلوم الصحية
- كلية طب الأسنان
- كلية الشريعة والقانون
- كلية الاقتصاد والمعاملات
- كلية القيادة والإدارة
- كلية الدراسات اللغوية الكبرى
- كلية الهندسة والتصميم البيئي

### مراكز التميز (CoE)
- المعهد العالمي لإدارة الفتوى والبحث العلمي
- معهد التمويل الإسلامي وإدارة الثروات
- معهد البحوث والإدارة الحلال
- المركز الآسيوي للبحوث في تعاطي المخدرات (أكريدا)
- معهد العلوم الإسلامية

### المراكز الأكاديمية
- قسم الإدارة الأكاديمية
- مركز الدراسات العليا
- مركز التميدي
- مركز بيرماتا إنسان
- مركز الدراسات الأساسية
- مركز التعلم والتعليم والابتكار
- مركز التعليم المفتوح العالمي
- مركز تنمية المهارات اللينة
- مركز تنمية ريادة الأعمال الطلابية

## روابط خارجية
- جامعة سينز الإسلام ماليزيا
- https://web.archive.org/web/20111012124116/http://www.usimonline.my/
- http://goals.usim.edu.my/moodle/index.php نسخة محفوظة 13 مايو 2021 على موقع واي باك مشين.
- http://egallery.usim.edu.my/ نسخة محفوظة 27 فبراير 2024 على موقع واي باك مشين.
- http://ddms.usim.edu.my/ نسخة محفوظة 30 سبتمبر 2023 على موقع واي باك مشين.
- http://radio.usim.edu.my/
- http://alumni.usim.edu.my/index.php